# 越路吹雪 Best&Best
『越路吹雪 Best&Best』（こしじふぶき ベストアンドベスト）は、越路吹雪のベスト・アルバム。2012年6月4日にEMIミュージック・ジャパンから発売された。規格品番はPBB-53。

## 解説
- 越路吹雪の代表曲を多数収録した廉価版ベスト・アルバム。

## 収録曲
1. ラストダンスは私に
2. メランコリー
3. ワン・レイニー・ナイト・イン・トーキョー
4. ろくでなし
5. 恋ごころ
6. サン・トワ・マミー
7. イカルスの星
8. バラ色の人生
9. 枯葉
10. 誰もいない海
11. オー・シャンゼリゼ
12. 愛の讃歌

## 関連作品
- 越路吹雪の廉価版CD
  - ゴールデン☆ベスト 越路吹雪
  - スーパー・ベスト